# Обледенение

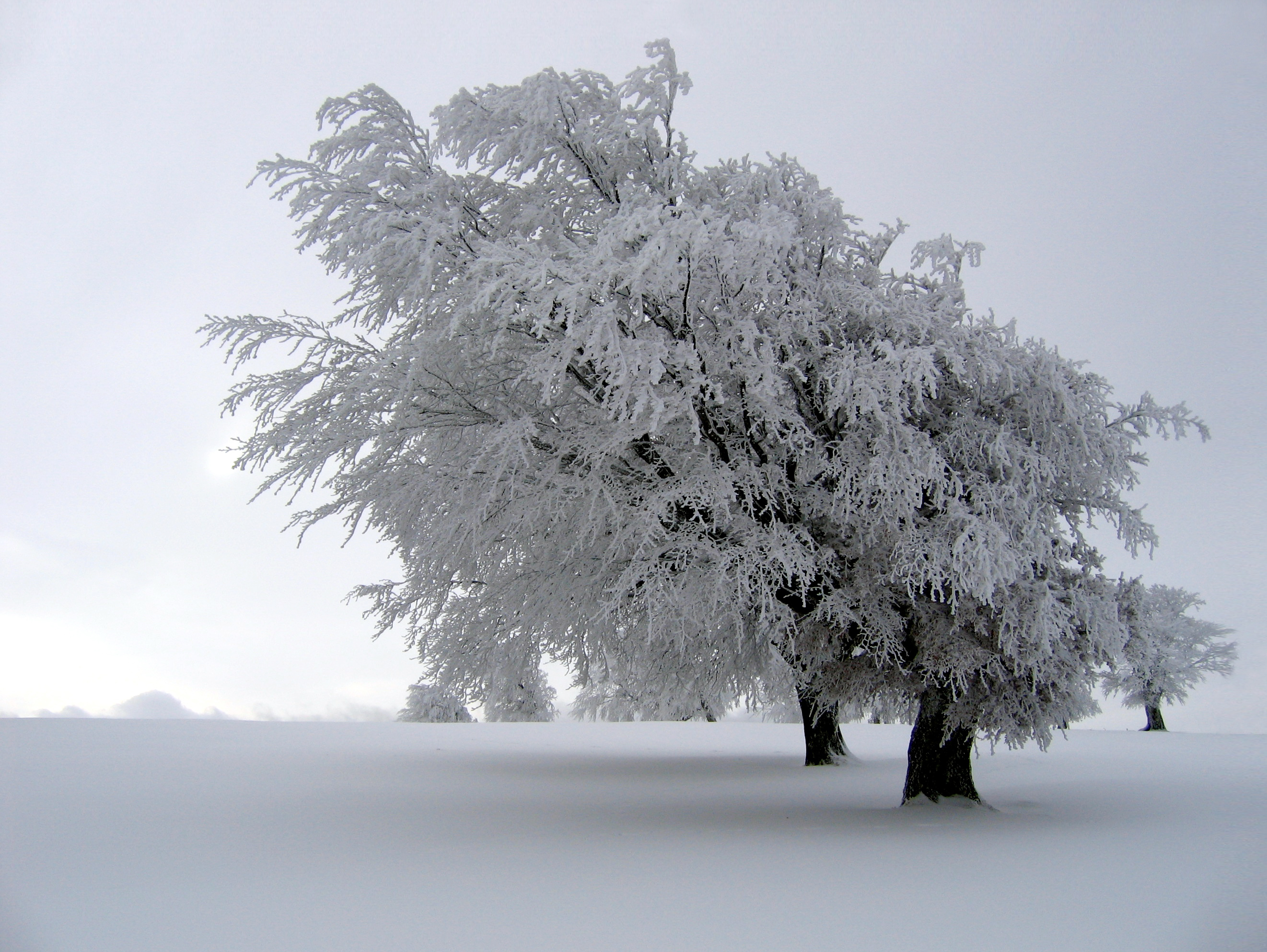
Обледенение на дереве в Шварцвальде, Германия

Обледенение — процесс образования льда на поверхностях различных предметов, зданий, машин и т. д. при низкой температуре. Может приводить к повреждению соответствующих объектов, вызывать их неустойчивость. Отрыв и падение кусков льда создаёт угрозу находящимся поблизости людям.
Серьёзную опасность представляет обледенение речных и морских судов, а также самолётов; имели место катастрофы, обусловленные данным явлением.

## В коммунальном хозяйстве
При знакопеременной погоде при обледенении на зданиях активно происходит процесс образования сосулек.
Сегодня единственным эффективным методом борьбы с образованием наледей на кровле и в водосточных трубах, получившим наибольшее распространение в мире, является кабельная противообледенительная система (КПО).
В её основе — специальные нагревательные (мощностью примерно 50 кВт) кабели, которые прокладываются по краям кровли в желобах и водостоках и во всех местах, где может образовываться наледь.

## В мореплавании
Обледенение судов — бич мореплавания в высоких, а иногда и умеренных широтах. Для России данная проблема, по географическим причинам, чрезвычайно актуальна.
Обледенение возникает при отрицательной температуре воздуха, когда вода попадает на борт, палубу и верхние сооружения корабля. Это может происходить при сильном волнении или при выпадении осадков в виде дождя. В первом случае обледенение начинается «снизу» и распространяется вверх, во втором — наоборот.
Образование льда приводит к подъёму центра тяжести судна (что отрицательно влияет на его остойчивость) уменьшает запас плавучести, повреждает оснастку, а падение льда с мачт представляет опасность для экипажа и пассажиров. Кроме того, обледенение обычно происходит неравномерно по поверхности — в результате появляются чрезмерный дифферент на нос или корму и крен на какой-либо борт.
Иногда обледенение приводит к переворачиванию и гибели судов, особенно небольших рыболовных траулеров.
Борьба с обледенением и освобождение судна ото льдов (окалывание) являются необходимыми мероприятиями по спасению корабля. Как правило, в таких мероприятиях участвует весь экипаж, кроме несущих вахту. Мерой предупреждения обледенения является покрытие судна антифризом, который наносят на надводную поверхность при помощи кистей или распылителем.
Скорость нарастания льда может достигать 35—40 мм в час, особенно при встречном ветре.

## В авиации
При полёте в атмосфере, содержащей переохлажденные капли воды (то есть воды в жидкой фазе при отрицательной температуре) активно происходит (в большинстве случаев) обледенение на поверхностях летательного аппарата. При столкновении с лобовыми поверхностями агрегатов летательного аппарата переохлаждённые капли воды быстро кристаллизуются, образуя ледяные наросты различной формы и размеров.
В условиях обледенения лёд образуется на лобовых поверхностях крыльев, рулей высоты и направления, на воздушных винтах, воздухозаборниках, остеклении фонарей, на находящихся в потоке датчиках пилотажно-навигационных приборов и обтекателях антенн.
Опыт эксплуатации авиационной техники показывает, что обледенение, наряду с турбулентностью атмосферы, электрическими разрядами, возможностью столкновения с птицами, является одним из наиболее опасных воздействий естественной внешней среды, которое существенно влияет на безопасность полёта. Статистические данные о частоте случаев обледенения летательного аппарата для различных географических районов Земли показывают, что хотя возможность обледенения наблюдается в широком интервале отрицательных температур, наибольшая вероятность существует при полётах в диапазоне температур от −5° С до −10° С и влажности более 85 %. Вне этого интервала вероятность обледенения быстро понижается.
Входные устройства и каналы воздухозаборников двигателей летательного аппарата могут подвергаться обледенению и при положительных (до +10 °C) температурах. Это объясняется тем, что движущийся в каналах воздухозаборников воздух охлаждается при адиабатическом расширении и влага, находящаяся в нём, конденсируется и замерзает. Известны случаи обледенения сверхзвуковых воздухозаборников.
Ещё одним случаем, когда обледенение может возникнуть при положительных температурах до +15° С, является так называемое «топливное обледенение». Оно возникает когда воздушное судно возвращается в тёплые и влажные нижние слои атмосферы после длительного полёта на большой высоте, где температуры могут достигать −50° С. В этом случае топливо в крыльевых баках играет роль своеобразного аккумулятора холода, и попадающая на крыло влага замерзает с образованием прозрачного льда.
Для уменьшения обледенения все детали конструкций летательных аппаратов изготавливают такой формы, чтобы они имели минимальное лобовое сопротивление. Кроме того, для предотвращения обледенения на земле перед полётом проводится противообледенительная обработка летательных аппаратов. В полёте обледенения удаляют, в основном, с помощью нагрева критичных поверхностей электрическим током или горячим воздухом от двигателей.
В 1967 году разработан электроимпульсный прибор «ЭИПОС» для борьбы с ледяными наростами на самолётах. Он формирует электрический импульс, который, проходя по обшивке самолёта, обеспечивает сброс льда.
Интенсивность обледенения — это скорость увеличения толщины слоя льда на поверхности воздушного судна, измеренная в миллиметрах в минуту. Обледенение называют, если скорость отложения льда на передней кромке крыла:
- не превышает 0,5 мм/мин — слабым
- от 0,5 до 1 мм/мин — умеренным
- быстрее 1 мм/мин — сильным[6].